# Blachia thorelii
Blachia thorelii är en törelväxtart som beskrevs av François Gagnepain. Blachia thorelii ingår i släktet Blachia och familjen törelväxter.
Artens utbredningsområde är Laos. Inga underarter finns listade i Catalogue of Life.